# Glenn Hardin
Glenn Foster "Slats" Hardin (Derma, 1 de julho de 1910 –  Baton Rouge, 6 de março de 1975) foi um velocista e barreirista campeão olímpico norte-americano.
Atleta dominante dos 400 m c/ barreiras e dos 400 m rasos nos anos 30, em Los Angeles 1932 ficou com a medalha de prata na primeira prova mas teve o recorde mundial oficializado em seu nome; o vencedor, Bob Tisdall, da Irlanda, tocou numa das barreiras durante a prova e mesmo sendo reconhecido vencedor, pelas regras da época não podia ser oficializado como recordista, indo a marca então para Hardin (52s0) – os dois fecharam a prova abaixo do recorde então vigente.
Imbatível durante o ciclo olímpico seguinte – 1932 a a 1936 – em 1934 ele abaixou novamente o recorde mundial para 51s8 no campeonato da AAU e para 50s6 em Estocolmo no mesmo ano, marca que duraria 19 anos.
Em Berlim 1936 foi campeão olímpico da prova com a marca de 52,4s. Nesta mesma final, o brasileiro Sylvio de Magalhães Padilha, futuro presidente do Comitê Olímpico Brasileiro entre 1963 e 1991, ficou em quinto lugar.